# Tisholek Tsenpo
Tisholek Tsenpo was de twaalfde tsenpo, ofwel koning van Tibet. Hij was een van de legendarische koningen en was de derde van de zes aardse koningen met de naam Lek (50 v.Chr.-100 n.Chr).